# Dorfkirche Serrahn

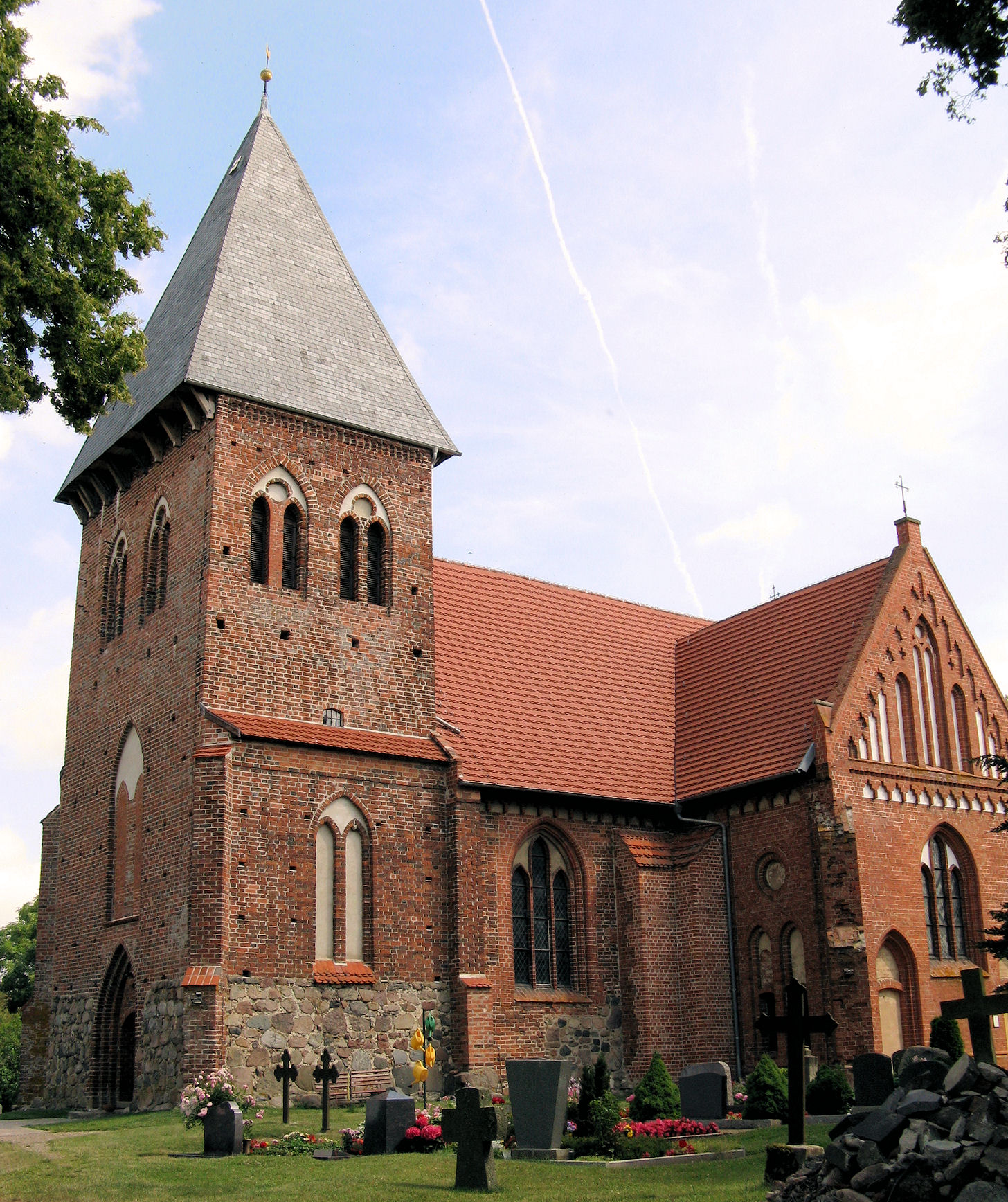
Dorfkirche Serrahn

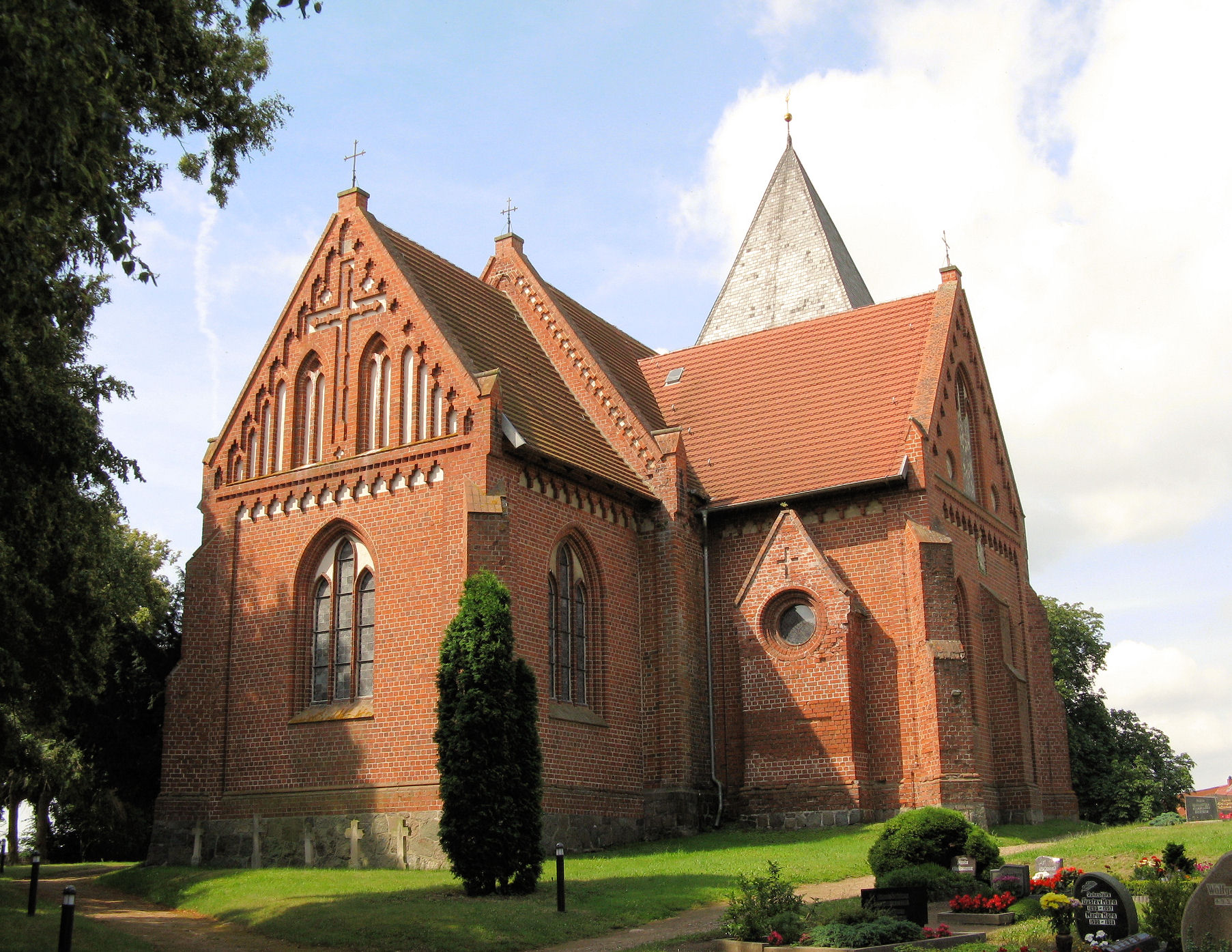
Ansicht von Nordost

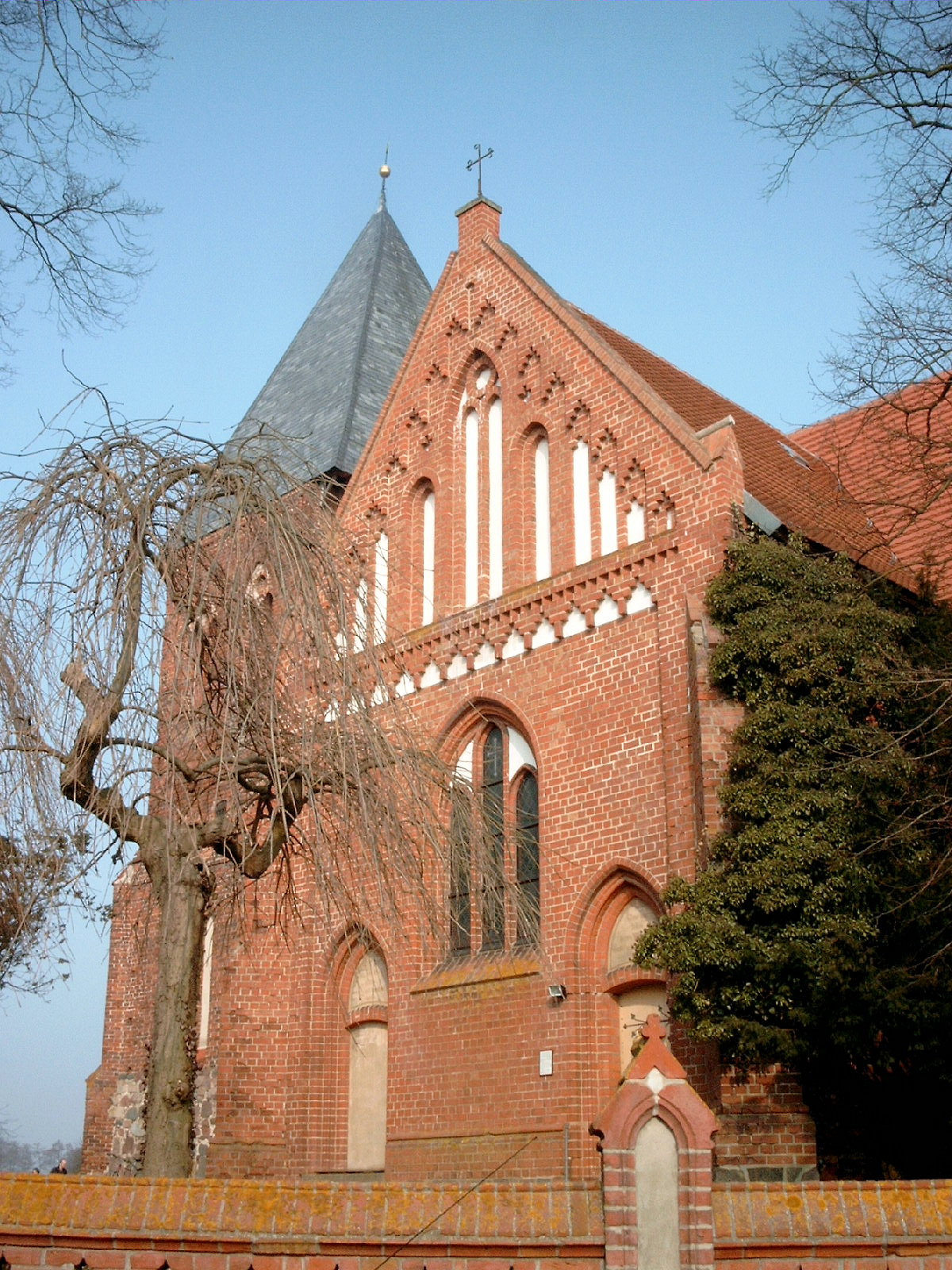
Ansicht von Südost

Die evangelische Dorfkirche Serrahn ist eine später umgebaute gotische Backsteinkirche im Ortsteil Serrahn von Kuchelmiß im Landkreis Rostock in Mecklenburg-Vorpommern. Sie gehört zur Kirchengemeinde Klaber-Serrahn in der Kirchenregion Güstrow in der Propstei Rostock der Evangelisch-Lutherischen Kirche in Norddeutschland (Nordkirche).

## Geschichte und Architektur
Die Dorfkirche Serrahn wurde in der 2. Hälfte des 13. Jahrhunderts als längsrechteckiger Backsteinbau mit Ecklisenen auf sorgfältig ausgeführtem Granitsockel erbaut. Sie erhielt später ein Kreuzrippengewölbe über Trompen und wurde vermutlich an der Grenze vom 14. zum 15. Jahrhundert um ein kreuzrippengewölbtes querrechteckiges Joch und einen Turm in Backstein mit unregelmäßigem Feldsteinsockel erweitert.
In den Jahren 1872/73 wurde die Kirche durch Theodor Krüger um den Chor, eine nördliche Seitenkapelle und eine südliche Sakristei zu einem kreuzförmigen Grundriss erweitert, wobei die Fenster vereinheitlicht und Stützpfeiler ergänzt wurden.

## Ausstattung
Hauptstück der Ausstattung ist der Altar mit einem qualitätvollen Kreuzigungsgemälde von Carl Gottfried Pfannschmidt, das mit den Initialen des Künstlers auf 1874 signiert ist. An der Nordwand haben sich einige Wandmalereien mit einem Ausschnitt des Weltgerichts erhalten, die wohl aus dem 14. Jahrhundert stammen. Sie zeigen Johannes den Täufer, Engel mit Leidenswerkzeugen und eine Darstellung der Hölle.
Bei einer Renovierung 1963 wurden die hinteren Seitenemporen und die geschnitzte Kanzel entfernt sowie der Altarsockel von 1872 freigelegt und eine neue Kanzel und ein Taufstein eingebaut. 2005 wurde ein weiteres Wandgemälde mit einer Darstellung von Christus in Gethsemane freigelegt. Das Altarbild und die Taufe des 19. Jahrhunderts wurden in der nördlichen Seitenkapelle aufgestellt. Eine verglaste Herrschaftsloge der Familie von Hahn im südlichen Teil der Kirche ist ebenfalls erhalten.
Die Orgel mit einem reich geschmückten Prospekt mit Darstellung des König David und musizierender Engel von 1738/40 ist ursprünglich ein Werk von Johann Andreas Orre. Das Werk wurde von Friedrich Wilhelm Winzer im Jahr 1863 umgebaut und hat 13 Register auf zwei Manualen und Pedal.
| I. Manual C–c3 |       |                     |
| Bordun         | 16′   | Holz                |
| Principal      | 8′    |                     |
| Hohlflöte      | 8′    | Holz, gedeckt/offen |
| Octave         | 4′    |                     |
| Quintflöte     | 2 ⁄3′ | Holz, gedeckt/offen |
| Octave         | 2′    |                     |

| II. Manual C–c3 |    |                    |
| Viola di Gamba  | 8′ | Holz, offen/Metall |
| Flauto traverso | 8′ | ab gis Holz, offen |
| Gedact          | 8′ | Holz               |
| Hohlflöte       | 4′ | Holz, offen        |

| Pedal C–c1    |     |             |
| Subbaß        | 16′ | (1740)      |
| Baß Principal | 8′  | Holz, offen |
| Gedactbaß     | 8′  | Holz        |

Koppeln
(als Registerzüge)
- Pedal-Coppel (Ventilkoppel)
- Manual-Coppel